# Lauritz Schoof
Lauritz Schoof (* 7. října 1990, Rendsburg, Německo) je německý veslař.
Na olympijských hrách 2012 v Londýně a na olympijských hrách 2016 v Riu de Janeiro získal zlatou medaili na párové čtyřce. Je též mistrem světa na párové čtyřce z roku 2015.